# Västra Kärrstorp
Västra Kärrstorp är en småort i Svedala kommun och kyrkby i Västra Kärrstorps socken i Skåne.
Här ligger Västra Kärrstorps kyrka.